# Cathbad
Dans la mythologie celtique irlandaise, Cathbad est le premier druide du royaume d’Ulster, redoutable pour ses prophéties, c’est aussi un guerrier dont le nom signifie « Tueur au combat ». De ses relations avec la reine Ness, naissaient le roi Conchobar Mac Nessa et une fille Findchóem (épouse d’Amorgen). Cathbad est aussi le père des druides Genann Gruadhsolus et Imrinn et le grand-père du héros Cúchulainn dont il est aussi le tuteur. Quand Setanta atteint l'âge de cinq ans, il le rebaptise Cúchulainn.

## Mythologie
Alors qu’ils étaient en guerre (Cathbad avait assassiné les douze tuteurs de Ness), il la surprend nue en train de se baigner et en profite pour voler ses vêtements et ses armes. Elle aura la vie sauve si elle accepte trois conditions : la paix, l’amitié et le mariage. Le mariage sera provisoire.
Cathbad prophétisa que la très belle Deirdre provoquerait la destruction de l’Ulster, et que son petit-fils Cúchulainn aurait une existence glorieuse, mais brève.
Dans le récit Táin Bó Cúailnge (Razzia des vaches de Cooley), il provoque la mort de l’émissaire Sualtam qui a parlé sans permission, car selon une geis, « Nul ne parle avant le roi, mais le roi ne parle pas avant son druide ».